# Jonas H. McGowan
Jonas Hartzell McGowan, född 2 april 1837 i Smith Township, Ohio, död 5 juli 1909 i Washington, D.C., var en amerikansk politiker (republikan). Han var ledamot av USA:s representanthus 1877–1881.
McGowan efterträdde 1877 George Willard i representanthuset och efterträddes 1881 av Edward S. Lacey.
McGowan är begravd på Oak Grove Cemetery i Coldwater i Michigan.